# Habrotrocha subtilis
Habrotrocha subtilis är en hjuldjursart som beskrevs av Donner 1965. Habrotrocha subtilis ingår i släktet Habrotrocha och familjen Habrotrochidae. Inga underarter finns listade i Catalogue of Life.